# Moana Carcasses Kalosil

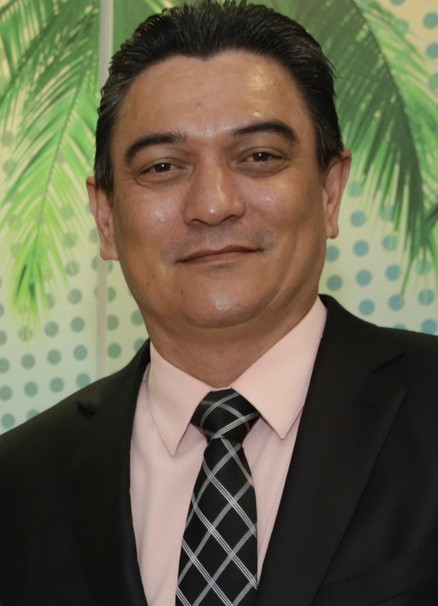
Moana Carcasses Kalosil (2013)

Moana Carcasses Kalosil (* 27. Januar 1963 in Taravao, Tahiti) ist ein Politiker und ehemaliger Premierminister von Vanuatu.
Er ist Mitglied der Partei Green Confederation (GC), deren Parteivorsitzender er zeitweise war. Von 2003 bis 2004 war er Außenminister, von 2004 bis 2005 Finanzminister, von 2009 bis 2010 Innenminister und Arbeitsminister und von 2010 bis 2011 Finanz- und Wirtschaftsminister. Nachdem Premierminister Sato Kilman am 21. März 2013 zurückgetreten war, wurde Moana Carcasses Kalosil am 23. März 2013 mit den Stimmen von 34 der 52 Abgeordneten des Parlaments zum Nachfolger gewählt. Am 15. Mai 2014 wurde er durch ein Misstrauensvotum, bei dem 35 Abgeordnete gegen ihn und nur 11 für ihn stimmten, gestürzt. Zu seinem Nachfolger wurde Joe Natuman gewählt.